# 瑪麗亞·特蕾莎 (西班牙)
瑪麗亞·特蕾莎（西班牙語：María Teresa de Borbón，1882年11月12日—1912年9月23日），西班牙國王阿方索十二世的次女。

## 家庭
1906年，瑪麗亞·特蕾莎與表弟斐迪南王子結婚，兩人共有2子2女：
- 路易斯·阿方索（1906年—1983年）
- 何塞·尤亨尼歐（1909年—1966年）
- 瑪麗亞·梅塞德斯（英语：Infanta María de las Mercedes of Spain (1911–1953)）（1911年—1953年），喬治亞巴格拉季昂王朝首領伊拉克里·巴格拉季昂-穆赫拉涅利的第三任妻子
- 瑪麗亞·皮拉（1912年—1918年），夭折